# 진주만 공격
진주만 공격(眞珠灣 攻擊, 일본어: 真珠湾攻撃 신쥬완코게키[*], 영어: Attack on Pearl Harbor) 또는 진주만 공습(영어: Pearl Harbor Air Raid) 혹은 진주만 폭격(영어: 
Battle of Pearl Harbor)는 1941년 12월 7일 미합중국 하와이주 오아후섬의 미합중국 해군의 진주만 기지를 일본 제국 해군이 기습한 공격이다.
진주만 공격은 1941년 12월 7일 아침, 일 해군이 진주만에 대한 공격을 가했다. 하와이주 오아후 섬에 위치한 진주만에 대한 기습 공격은 미국 태평양 함대와 이를 지키는 공군과 해병대를 대상으로 감행되었다. 야마모토 이소로쿠 사령관이 폭격을 계획하였고, 나구모 주이치 부사령관이 지휘를 맡았다. 진주만 공격으로 12척의 미 해군의 함선이 피해를 입거나 침몰했고, 188대의 비행기가 격추되거나 손상을 입었으며, 2,335명의 군인과 68명의 민간인 사망자가 나왔다. 한편 일본군은 이 작전에서 단 64명의 희생자를 내었다. 이때 항구에 있지 않았던 미국 태평양 함대의 항공모함 3척과 유류 보관소와 병기창 등은 피해를 입지 않았는데, 미국은 이와 같은 자원을 이용해서 6개월에서 1년 사이에 원상복구를 할 수 있었다.
이 사건을 계기로 제2차 세계대전 중 다소 고립주의적 입장을 취해 오던 미국 여론이 급변, 일치단결하여 미국의 참전을 지지하게 되었다. 공습 당일 일본은 대미영 선전포고를 발표하였으나 다음날까지 전달되지 않았고, 공격 다음날인 12월 8일 오후 미국 의회가 일본에 선전포고하며 태평양 전쟁이 시작되었다. 같은 날 미국보다 9시간 앞서 영국이 일본에 선전포고하였고 12월 11일에는 삼국 동맹 조약을 근거로 독일과 이탈리아가 미국에 선전포고하였다.

## 일본의 준비
일본은 만주를 점령한 몇 년 뒤인 1937년부터 중국과 전쟁을 하고 있었다(중일전쟁). 1941년에는 일본과 미국과의 오래된 긴장이 더 고조되었다. 미국과 영국은 일본에 무기 제조에 필요한 고철 수출을 금지했으며, 석유 수출 금지, 미국 내 일본 재산 동결, 일본 선박의 파나마 운하 통과 거부로 중국 내에서의 군사행동을 위축시키고자 했다. 1941년 11월 26일의 헐 노트를 마지막으로 외교적 노력은 절정에 다다랐고, 도조 히데키 수상은 자신의 각료들에게 이것이 최후통첩이라고 설명했다. 특히 석유 봉쇄는 유전이 없어서 대부분의 석유를 미국과 인도네시아에서 수입하던 일본에게 치명적인 위협이었다. 일본의 지도자들은 세 가지의 선택을 할 수 있었다.
- 미국과 영국의 요구에 응하여 중국에서 철수하는 것.
- 유류 부족이 군사력 약화를 가져올 때까지 기다리는 것.
- 충돌을 확대하여 동남아시아의 자원 획득을 시도하는 것.

일본의 지도자들은 이 세 가지 중에 마지막을 선택하였다.
진주만 공격의 목표는 미국의 태평양에서의 해군력을 무력화하여 전면전이나 동시 다발적인 준비된 공격을 잠시나마 막는 것이었다.
11월 26일은 일본의 연합 함대가 진주만을 향해 출정한 날이다. 일본은 미국이 제시한 헐 통지문 내용과 상관없이 그 이전부터 전쟁을 준비해 왔었다. 그 근거로 일본이 전쟁을 준비한다는 보고서를 주일 미국 대사관의 조지프 그루(Joseph Grew) 대사가 본국에 송신하였으나, 유럽 내 전쟁 문제에 몰두하던 미국 정부는 그것을 묵살하였다.
일본은 진주만의 수심이 15~30m밖에 되지않아 그정도 수심에서 어뢰공격을 하기 위해 어뢰머리에 충격완화장치와 수평안정장치를 장착하여 B5N 뇌격기로 뇌격하여 최소 16발에서 최대 21발이 적함에 명중하였다.
일본군의 공격 임박설에 대한 사전 정보들은 많았으나, 아무도 이 정보에 귀를 기울이지 않았다. 1941년 1월 주일대사 조셉 그류는 일본군의 진주만 공격 계획 정보를 입수했다. 공격개시 수시간 전에 진주만 외곽에서 한 대의 잠수함이 발견되고 다른 한 대는 원인 불명인 채 침몰되었으며, 오아우 북쪽 해안 레이다 기지에서는 거대한 비행물체가 포착되었다. 많은 관리들은 일본군의 공격임박설을 알고 있었으나, 그 대상이 일본으로부터 5,000 마일 떨어진 진주만이 아닌 필리핀이라고 생각했다. 1941년 진주만의 일요일 아침은 여느 때와 마찬가지로 하루의 일과가 진행되었지만, 진주만 북쪽 200마일에서는 차가운 물살을 가르며 항진하는 항모 위에서 항공기들이 발진하고 있었다. 일본군 항공기의 라디오에는 하와이 방송국에서 흘러 나오는 달콤한 음악이 들려 오고, 하늘에는 구름 한점 없어서 공격 목표물을 훤히 볼 수가 있었다고 그 당시 공격에 참가했던 일본제국 해군 소좌 미쯔오 후지다(Mitsuo Fuchida)는 회고했다.
심지어, 레이다에 일본군 전투기와 폭격기가 감지되었음에도 불구하고 미군은 당일 아침녘에 오기로 한 B-17 폭격편대로 오인하게 된다. 다만 당시 일본군 함재기는 항공모함의 위치가 노출되는 것을 피하기 위해 크게 우회해 진주만의 북동쪽 방향에서 접근하였기 때문에 충분히 오인의 여지가 있었으며, 실제로 이후 군사재판에서도 당시 근무자들에 대한 태만을 적용할 수 없다고 판단하였다.

### 일본의 선전포고
진주만 공격은 일본 제국이 공식적으로 미국에 선전포고하기 전에 일어났지만, 이것이 그들의 본래 의도였는가에 대해서는 반론점이 있다. 실제로, 해당 작전을 수행한 야마모토 제독 역시 "전쟁 전에 미국에 먼저 선전포고를 해야하며, 공격은 평화 협상이 끝났다고 알린 지 30분 후에 개시할 것"이라고 말한 바 있다. 12월 7일, 진주만 공격 전에 5,000자 가량의 두 본문으로 이루어진 암호문이 워싱턴 주재 일본대사관에 전달되었다. 이 문서의 예상 수령 시각은 진주만 공격이 시작되기 거의 직전이었다. 거기에는 미국에 대한 일본제국의 선전포고와 함께 공습 직전인 오후 1시에 이를 발표하라고 적혀져 있었지만, 노무라 대사는 도저히 시간을 맞출 수 없어서 오후 2시에 미 국무장관 코델 헐을 찾아갔다. 이때는 하와이 기준으로 8시 50분이었고 이미 1시간 전에 진주만 공격이 보고된 뒤였다.:pp.2ff
이렇게 된 이휴는 암호문이 5,000자가 넘어가서 해독하는 데에 시간이 오래 소모되었을 뿐더러, 보안인가가 있는 고위 관료가 방금 해독한 선전포고문을 직접 하나하나 타자했기 때문이다. 본래 타자기를 다루는 직원은 외국인이었지만, 기밀문서라는 이유로 관내의 모든 외국인들을 다 내보냈던 상태였다. 거기다가 내용의 핵심인, 일본군이 전쟁을 선포한다는 내용은 문서 가장 마지막에 써놓았기 때문에 일본 대사관 직원들도 해독이 끝날 시점에야 전쟁이 시작된 것을 알 수 있었다.
이전까지 많은 미국 관료들과 군 고위 장성들은 언제라도 일본 제국과 협상이 종료될 가능성이 크며, 전쟁이 발발할 수도 있다고 우려해왔지만, 미 정부는 먼저 선전포고를 하거나 일본과의 외교관계를 단절하지는 않았다. 그리고 얼마 지나지 않은 12월 8일 저녁(미국에선 12월 7일 말)에 일본에선 '미국 및 영국에 대한 선전의 조서(米国及英国ニ對スル宣戦ノ詔書)'라는 일종의 대국민 담화문을 발표한다. 이것은 공격 다음날이 되서야 미국 정부에게 전달되었다.
위와 같은 요인들 때문에, 학자들은 전후 수십년 동안은 일본 제국이 우연과 실수로 인해 선전포고문을 제대로 전달하지 못했다고 생각해 왔다. 그러나 1999년 도쿄 국제기독교대학의 법학 및 국제관계학 교수인 이구치 다케오는, 일본 제국정부가 미국과의 협상을 일체 중단하고 전쟁을 일으킨다는 의사를 '어떻게 통보할 지에 대해서' 정부 내에서도 논쟁이 있었음을 지적하는 기록을 발견했다. 12월 7일 전쟁 기록에 "우리의 기만적인 외교는 성공을 향해서 꾸준히 나아가고 있다."라고 적혀져 있었던 것이다. 그는 이것이 일본 제국육군과 해군이 미국에게 제대로 된 선전포고나 협상 종료에 대한 사전 통지조차 하지 않으려 했다고 하는 증거라고 덧붙혔다.
그리고 일본 제국이 공격 시작 전에 선전포고문을 해석하고 전달했더라도, 이것이 미국과의 공식적인 외교 단절이나 전쟁 개시라는 본래 의도에 있어 내용이 대단히 애매모호했기 때문에 소용없었다는 시각도 있다. 마지막 두 단락은 다음과 같다.
Thus the earnest hope of the Japanese Government to adjust Japanese-American relations and to preserve and promote the peace of the Pacific through cooperation with the American Government has finally been lost.
이리하여 일본 정부가 미국 정부와의 협력을 통해 일본-미국 관계를 조정하고 태평양의 평화를 보존하고 증진하려는 간절한 희망이 마침내 사라졌다.
...The Japanese Government regrets to have to notify hereby the American Government that in view of the attitude of the American Government it cannot but consider that it is impossible to reach an agreement through further negotiations.
일본 정부는 미국 정부의 태도로 볼 때 추가 협상을 통해 합의에 도달하는 것이 불가능하다고 고려할 수 밖에 없음을 미국 정부에 통보해야 하는 것을 유감스럽게 생각한다. 

## 미국의 피해 현황

### 침몰 함선
| 함명                 | 종류        | 번호  | 기준 배수량 (톤) | 비고                                                                                        |
| -------------------- | ----------- | ----- | ---------------- | ------------------------------------------------------------------------------------------- |
| BB-37 오클라호마     | 전함        | BB-37 | 27,500           | 1943년 12월 28일 인양. 1946년 12월 해체를 위해 본토로 이동 중 1947년 5월 17일 태풍으로 침몰 |
| BB-39 애리조나       | 전함        | BB-39 | 32,100           | 인양포기. 1961년 침몰 위치에 기념관 설립                                                    |
| BB-44 캘리포니아     | 전함        | BB-44 | 37,000           | 1942년 3월 24일 인양. 수리 후 1943년 10월 전열 복귀                                         |
| BB-48 웨스트버지니아 | 전함        | BB-48 | 32,600           | 1942년 6월 8일 인양. 수리 후 1944년 7월 전열 복귀                                           |
| CM-4 오글라라        | 기뢰 부설함 | CM-4  | 3,746            | 1942년 7월 3일 인양. 수리 후 1944년 2월 28일 전열 복귀                                      |
| AG-16 유타           | 표적함      | AG-16 | 21,825           | 인양 포기. 원래 전함이었으나 1931년 연습 표적함으로 개조                                    |
| 합계                 | 7척         | 7척   | 182,271톤        |                                                                                             |

### 파손 함선
| 함명               | 종류        | 번호   | 기준 배수량 (톤) | 비고                                                                   |
| ------------------ | ----------- | ------ | ---------------- | ---------------------------------------------------------------------- |
| BB-36 네바다       | 전함        | BB-36  | 27,500           | 1942년 2월 12일 인양. 수리 후에 1942년 12월 전열 복귀                  |
| BB-38 펜실베이니아 | 전함        | BB-38  | 31,400           | 진주만에서 수리 후 1942년 8월 전열 복귀                                |
| BB-43 테네시       | 전함        | BB-43  | 37,000           | 진주만에서 수리 후 미국 본토에서 현대식으로 개장. 1944년 2월 전열 복귀 |
| BB-46 메릴랜드     | 전함        | BB-46  | 32,600           | 미국 본토에서 수리 후 1942년 6월 전열 복귀                             |
| CL-7 롤리          | 경순양함    | CL-7   | 7,450            | 1942년 2월, 미국 본토로 이동하여 수리. 수리 후 전열 복귀               |
| CL-48 호놀룰루     | 경순양함    | CL-48  | 10,000           | 1942년 1월 2일, 진주만에서 수리 후 전열 복귀                           |
| CL-50 헬레나       | 경순양함    | CL-50  | 10,000           | 1942년 1월 5일, 진주만에서 수리 후 전열 복귀                           |
| DD-372 캐신        | 구축함      | DD-372 | 1,500            | 미국 본토에서 수리 후 1944년 2월 전열 복귀                             |
| DD-373 쇼          | 구축함      | DD-373 | 1,500            | 미국 본토에서 수리 후 1942년 가을 전열 복귀                            |
| DD-375 다운스      | 구축함      | DD-375 | 1,500            | 미국 본토에서 수리 후 1943년 11월부터 전열 복귀                        |
| AV-4 커티스        | 수상기 모함 | AV-4   | 8,625            | 1942년 5월 말, 진주만에서 수리 완료 후 전열 복귀                       |
| AR-4 베스탈        | 공작함      | AR-4   | 8,100            | 1942년 2월 말, 진주만에서 수리 완료 후 전열 복귀                       |
| 합계               | 11척        | 11척   | 149,675톤        |                                                                        |

## 진주만 공격 이후 상황
루즈벨트 대통령은 12월 7일을 치욕의 날로 선포했고, 그로부터 3일 뒤 미국 의회는 전쟁을 선포했으며 미국인들은 일본이 본토로 쳐들어 올 것을 대비해 전쟁 준비를 했고, 애국심에 군대에 자원하는 사람도 많아졌다. 한인들은 진주만 공격 이후 일본인에게 반감을 사게 된 미국의 생각을 반겼으며 미 정부에 한인으로 구성된 미 육군부대를 훈련시켜줄 것을 요청하기도 했다. 캘리포니아주 방위군 휴스 대령은 한인 중대를 조직하는데 협조해 주겠다는 약속을 해왔으며 이에 나이가 18세부터 64세까지인 한인들 50명이 지원했고 중국인들과 필리핀인들도 가세하여 동양인 대대가 구성되었다. 이 대대의 이름은 '맹호군'이었고 대대장은 김용성이었다. 맹호군의 정식 인가가 1942년 4월 26일에 나왔고 대대기가 수여되었다.

## 진주만 기습과 관련된 음모론(통킹만)
태평양 전쟁 발발과 관련하여 미국이 일본의 공격을 유도했다는 소위 “음모론”이 떠돌고 있고, 그중 하나가 진주만 공격 당시 미 해군이 일부러 격침되어도 상관없는 구식 전함들만을 배치했다는 주장이 있다. 실제로 애리조나호 등 정박 중이던 미군 전함들은 1941년 기준으로 취역한 지 30년 가까이 된 전함이었다. 가장 젊은 편인 애리조나호도 취역 연도가 1915년이기 때문이다.
그러나 이것은 당시 상황을 모르는 오해에 불과하다. 미군은 1922년 워싱턴 군축 조약에 따라 1920년대 이후에 신형 전함을 한 척도 건조하지 못했다. 워싱턴 군축 조약 결과 미국을 비롯한 영국, 프랑스, 이탈리아, 일본은 일정한 비율의 전함만을 보유할 수 있었을뿐더러 신형함 건조는 제한되었다. 이미 건조 중이던 전함 및 대형 중순양함은 1920년대에 항공모함으로 용도 변경되었다(1920년대와 30년대에 각국이 항공모함을 취역시킨 원인은 항공모함의 가치에 주목했기 때문이 아니었다). 일찌감치 군축 조약에서 탈퇴한 일본은 신형함 건조를 1930년대 초부터 진행해 왔으나, 미국은 1937년 이후부터 서둘러 신형함 건조를 시작했고, 1941년 12월까지 신규 건조된 최신형 전함은 단 2척이었다. 위의 피해 현황에도 나오지만, 전쟁 초기 군함이 부족했던 미국은 가능한 한 인양하여 수리한 후에 재투입했다. 문제가 된 구식 전함 가운데 애리조나호와 연습 표적함이던 유타호를 제외한 나머지 전함은 모두 일선에 복귀하였다.
뒤늦게 신형함 건조를 시작한 탓에 가용 가능한 군함은 구식함뿐이었던 미군이었지만, 일본군은 그 함대가 두려워 조기에 기습했던 것이다. 참고로 신형함 건조 시작 이후에도 미군은 전함이 모자라 진주만 공격 당시 파손된 구식 전함을 수리해서 다시 전투에 투입했다.
특히, 만약 미군이 일본의 공격을 유도하는 것이 목적이었다면, 굳이 일본이 진주만을 습격하게 둘 필요도 없이 차라리 만반의 준비를 갖추고 중간 해역에서 요격하여 참전 명분은 명분대로 얻고 훨씬 적은 피해로 일본을 무력화할 수 있었을 것이나, 실제로는 진주만이 궤멸만 간신히 면할 정도로 큰 타격을 입었다는 점에서도 미국이 일본의 공격을 유도했다는 설은 신빙성이 부족하다.

## 진주만 공격 후 일본인들의 피해
일본의 진주만 공격후 미국에 거주하고 있는 일본인들은 큰 반감을 사게 되었다. 미국 정부는 이들을 보호한다는 명목으로 일본인수용소를 만들었고, 전쟁이 끝날때까지 일본인들을 강제수용시켰다.

## 애리조나호 기념관
진주만에 있는 애리조나호 기념관(USS Arizona Memorial)은 진주만 공격 때 가장 큰 피해를 입은 애리조나호의 이름을 따서 만들었다. 애리조나호는 그 당시 공격을 받은 지 불과 9분만에 침몰하였고, 총 인명피해 2403명 중 1177명이 이곳에서 일어났다. 선체를 옮기지 않고 그대로 두었다가 그 위에 기념관을 만들었다. 이 기념관을 설계한 사람은 알프레드 프레이스이고 2차 세계대전 이후 1958년에 기념관 착공 그로부터 3년 후에 완공되었다.

## 관련 영화
- 도라 도라 도라
- 진주만
- 일본의 비밀첩보원 - 진주만 공격후 미국에서 제작된 첫 반일(反日)영화
- HAAN 한길수
- 미드웨이

## 같이 보기
- 일본내막기(Japan Inside Out: The Challenge of Today) - 일본의 진주만 공격을 예언한 것으로 화제가 된 이승만의 저술서
- 맥컬럼 메모
- 진주만 사전인지 음모론
- 헐 노트
- 리하르트 조르게[14]
- 한길수[15]
- 미드웨이

## 참조
책
- Barnhart, Michael A. (1987), 《Japan prepares for total war: the search for economic security, 1919–1941》, Cornell University Press, ISBN 978-0-8014-1915-7
- Bix, Herbert P. (2000), 《Hirohito and the Making of Modern Japan》, Diane Pub Co, ISBN 978-0-7567-5780-9
- Borch, Frederic L.; Martinez, Daniel (2005), 《Kimmel, Short, and Pearl Harbor: the final report revealed》, Naval Institute Press, ISBN 978-1-59114-090-0
- Conn, Stetson; Fairchild, Byron; Engelman, Rose C. (2000), 〈7 – The Attack on Pearl Harbor〉, 《Guarding the United States and Its Outposts》, Washington D.C.: Center of Military History United States Army, 2007년 12월 25일에 원본 문서에서 보존된 문서, 2014년 1월 23일에 확인함
- Gailey, Harry A. (1997), 《War in the Pacific: From Pearl Harbor to Tokyo Bay》, Presidio, ISBN 0-89141-616-1
- Gilbert, Martin (2009), 《The Second World War》, Phoenix, ISBN 978-0-7538-2676-8[깨진 링크(과거 내용 찾기)]
- Goldstein, Donald M. (2000),  Goldstein, Donald M.; Dillon, Katherine V., 편집., 《The Pearl Harbor papers: inside the Japanese plans》, Brassey's, ISBN 978-1-57488-222-3
- Hakim, Joy (1995), 《A History of US: Book 9: War, Peace, and All that Jazz》, Oxford University Press, USA, ISBN 978-0-19-509514-2
- Hixson, Walter L. (2003), 《The American Experience in World War II: The United States and the road to war in Europe》, Taylor & Francis, ISBN 978-0-415-94029-0
- Hoyt, Edwin P. (2000), 《Pearl Harbor》, G. K. Hall, ISBN 0-7838-9303-5
- Morison, Samuel Eliot (2001), 《History of United States Naval Operations in World War II: The rising sun in the Pacific, 1931 – April 1942》, University of Illinois Press, ISBN 0-252-06973-0
- Ofstie, Ralph, A., RADM USN, Naval Analysis Division, United States Strategic Bombing Survey (Pacific) (1946), 《The Campaigns of the Pacific War》, United States Government Printing Office
- Peattie, Mark R.; Evans, David C. (1997), 《Kaigun: Strategy, Tactics, and Technology in the Imperial Japanese Navy》, Naval Institute Press, ISBN 0-87021-192-7
- Peattie, Mark R. (2001), 《Sunburst: The Rise of Japanese Naval Air Power, 1909–1941》, Naval Institute Press, ISBN 1-59114-664-X
- Parillo, Mark (2006), 〈The United States in the Pacific〉,   Higham, Robin; Harris, Stephen, 《Why Air Forces Fail: the Anatomy of Defeat》, The University Press of Kentucky, ISBN 978-0-8131-2374-5
- Prange, Gordon William; Goldstein, Donald M.; Dillon, Katherine V. (1988), 《1941년 12월 7일: The Day the Japanese Attacked Pearl Harbor》, McGraw-Hill, ISBN 978-0-07-050682-4
- Smith, Carl (1999), 《Pearl Harbor 1941: The Day of Infamy; Osprey Campaign Series #62》, Osprey Publishing, ISBN 1-85532-798-8
- Stille, Mark E. (2011), 《Tora! Tora! Tora!: Pearl Harbor 1941; Osprey Raid Series #26》, Osprey Publishing, ISBN 978-1-84908-509-0
- Thomas, Evan (2007), 《Sea of Thunder: Four Commanders and the Last Great Naval Campaign 1941–1945》, Simon and Schuster, ISBN 978-0-7432-5222-5
- Willmott, H. P. (1983), 《The barrier and the javelin: Japanese and Allied Pacific strategies, February to June 1942》, Naval Institute Press
- Zimm, Alan D. (2011), 《Attack on Pearl Harbor: Strategy, Combat, Myths, Deceptions》, Havertown, Pennsylvania: Casemate Publishers, ISBN 978-1-61200-010-7

U.S. Government Documents
- 〈Document text〉, 《US Navy Report of Japanese Raid on Pearl Harbor》, United States National Archives, Modern Military Branch, 1942, 2008년 1월 13일에 원본 문서에서 보존된 문서, 2007년 12월 25일에 확인함
- 〈Document text〉, 《Peace and War, United States Foreign Policy 1931–1941》, Washington D.C.: United States Government Printing Office, 1943, 2007년 12월 8일에 확인함
- 〈Damage to United States Naval Forces and Installations as a Result of the Attack〉, 《Report of the Joint Committee on the Investigation of the Pearl Harbor Attack》, Washington D.C.: United States Government Printing Office, 1946, 2007년 12월 8일에 확인함

Magazine articles
- Rodgaard, John; Peter Hsu, Carroll Lucas, and Captain Andrew Biach (December 1999), “Pearl Harbor – Attack from Below”, 《Naval History》 (United States Naval Institute) 13 (6), 2006년 9월 30일에 원본 문서에서 보존된 문서, 2014년 1월 23일에 확인함  (requires subscription)
- Wetzler, Peter (1998), 《Hirohito and war: imperial tradition and military decision making in prewar Japan》, University of Hawaii Press, ISBN 978-0-8248-1925-5

Online sources
- 《Organization of the Japanese Air Attack Units 1941년 12월 7일》, NavSource Naval History, 2003, 2007년 12월 13일에 원본 문서에서 보존된 문서, 2007년 12월 8일에 확인함
- 《USS Shaw》, destroyerhistory.org, 2006년 3월 3일에 원본 문서에서 보존된 문서, 2007년 12월 8일에 확인함
- Homer N. Wallin, “Pearl Harbor: Why, How, Fleet Salvage and Final Appraisal”, 《Hyperwar》 (ibiblio.org), 2011년 10월 10일에 확인함 |publisher=, |work=에 외부 링크가 있음 (도움말)

### 기타 문서
- George Edward Morgenstern. Pearl Harbor: The Story of the Secret War. (The Devin-Adair Company, 1947) ISBN 978-1-299-05736-4. The detailed analysis and documentation of event and its many boards of enquiry set up at this time.
- James Dorsey. "Literary Tropes, Rhetorical Looping, and the Nine Gods of War: 'Fascist Proclivities' Made Real," in The Culture of Japanese Fascism, ed. by Alan Tansman (Durham & London: Duke UP, 2009), pp 409–431. A study of Japanese wartime media representations of the submarine component of the attack on Pearl Harbor.
- McCollum memo A 1940 memo from a Naval headquarters staff officer to his superiors outlining possible provocations to Japan, which might lead to war (declassified in 1994).
- Gordon W. Prange, At Dawn We Slept (McGraw-Hill, 1981), Pearl Harbor: The Verdict of History (McGraw-Hill, 1986), and 1941년 12월 7일: The Day the Japanese Attacked Pearl Harbor (McGraw-Hill, 1988). This monumental trilogy, written with collaborators Donald M. Goldstein and Katherine V. Dillon, is considered the authoritative work on the subject.
- Larry Kimmett and Margaret Regis, The Attack on Pearl Harbor: An Illustrated History (NavPublishing, 2004). Using maps, photos, unique illustrations, and an animated CD, this book provides a detailed overview of the surprise attack that brought the United States into World War II.
- Walter Lord, Day of Infamy (Henry Holt, 1957) is a very readable, and entirely anecdotal, re-telling of the day's events.
- W. J. Holmes, Double-Edged Secrets: U.S. Naval Intelligence Operations in the Pacific During World War II (Naval Institute, 1979) contains some important material, such as Holmes' argument that, had the U.S. Navy been warned of the attack and put to sea, it would have likely resulted in an even greater disaster.
- Michael V. Gannon, Pearl Harbor Betrayed (Henry Holt, 2001) is a recent examination of the issues surrounding the surprise of the attack.
- Frederick D. Parker, Pearl Harbor Revisited: United States Navy Communications Intelligence 1924–1941 보관됨 2011-08-04 - 웨이백 머신 (Center for Cryptologic History, 1994) contains a detailed description of what the Navy knew from intercepted and decrypted Japan's communications prior to Pearl.
- Henry C. Clausen and Bruce Lee, Pearl Harbor: Final Judgment, (HarperCollins, 2001), an account of the secret "Clausen Inquiry" undertaken late in the war by order of Congress to Secretary of War Henry L. Stimson.
- Robert A. Theobald, Final Secret of Pearl Harbor (Devin-Adair Pub, 1954) ISBN 0-8159-5503-0 ISBN 0-317-65928-6Foreword by Fleet Admiral William F. Halsey, Jr.
- Albert C. Wedemeyer, Wedemeyer Reports! (Henry Holt Co, 1958) ISBN 0-89275-011-1 ISBN 0-8159-7216-4
- Hamilton Fish, Tragic Deception: FDR and America's Involvement in World War II (Devin-Adair Pub, 1983) ISBN 0-8159-6917-1
- John Toland, Infamy: Pearl Harbor and Its Aftermath (Berkley Reissue edition, 1986 ISBN 0-425-09040-X).
- Robert Stinnett, Day of Deceit: The Truth About FDR and Pearl Harbor (Free Press, 1999) A study of the Freedom of Information Act documents that led Congress to direct clearance of Kimmel and Short. ISBN 0-7432-0129-9
- Edward L. Beach, Jr., Scapegoats: A Defense of Kimmel and Short at Pearl Harbor ISBN 1-55750-059-2
- Andrew Krepinevich,  (Center for Strategic and Budgetary Assessments) contains a passage regarding the Yarnell attack, as well as reference citations.
- Roberta Wohlstetter, Pearl Harbor: Warning and Decision, (Stanford University Press: 1962). Regarded by many as the most important work in the attempt to understand the intelligence failure at Pearl Harbor. Her introduction and analysis of the concept of "noise" persists in understanding intelligence failures.
- John Hughes-Wilson, Military Intelligence Blunders and Cover-Ups. Robinson, 1999 (revised 2004). Contains a brief but insightful chapter on the particular intelligence failures, and broader overview of what causes them.
- Douglas T. Shinsato and Tadanori Urabe, "For That One Day: The Memoirs of Mitsuo Fuchida, Commander of the Attack on Pearl Harbor". (eXperience: 2011) ISBN 978-0-9846745-0-3
- Horn, Steve (2005), 《The Second Attack on Pearl Harbor: Operation K And Other Japanese Attempts to Bomb America in World War II》, Naval Institute Press, ISBN 1-59114-388-8
- Seki, Eiji. (2006). Mrs. Ferguson's Tea-Set, Japan and the Second World War: The Global Consequences Following Germany's Sinking of the SS Automedon in 1940. 보관됨 2013-01-17 - 웨이백 머신 London: Global Oriental. ISBN 1-905246-28-5; ISBN 978-1-905246-28-1 (cloth) Published by BRILL/Global Oriental, 2006. Previously announced as Sinking of the SS Automedon and the Role of the Japanese Navy: A New Interpretation.
- Daniel Madsen, Resurrection-Salvaging the Battle Fleet at Pearl Harbor. U.S. Naval Institute Press. 2003. Highly readable and thoroughly researched account of the aftermath of the attack and the salvage efforts from 1941년 12월 8일 through early 1944.
- Takeo, Iguchi, Demystifying Pearl Harbor: A New Perspective From Japan, I-House Press, 2010, ASIN: B003RJ1AZA.
- Haynok, Robert J. (2009). “How the Japanese Did It”. 《Naval History Magazine》 (United States Naval Institute) 23 (6).